# Бо (посох)
Бо (яп. 棒: ぼう) — длинный посох из дерева или бамбука, иногда из металла либо обшитый металлом. Используется в боевых искусствах в качестве оружия. Связанное с ним деревянное оружие можно считать дзё и ханбо (половина bō).
Полноразмерный бо длиной 180 см называется яп. 六尺棒: ろくしゃくぼう [rokushakubō] от 六: ろく [року] «шесть» + 尺: しゃく сяку «мера длины, равная 30,3 см» + 棒: ぼう [бо] «палка, дубинка, шест», то есть «шест длиной 6 сяку». Однако он может быть и длиннее — 270 см (kyu-shaku-bō).
Диаметр бо, как правило, 3 см. Иногда его края немного уже, чем центральная часть, — такой шест называется эллипсовидным. Подобное сечение помогает усилить удар.
Как правило, бо изготовляют из жёстких пород дерева, таких как белый дуб, граб, бук, а также из бамбука. При определенных задачах тренировки — из ротанга, для увеличения ударной мощи — из металла.
Принято считать, что бо впервые появился в феодальной Японии на Окинаве. Предположительно его прародителем стал тэнбит — японский аналог коромысла.
На сегодня используется в японском боевом искусстве бодзюцу.